# Bánk bán
Pour le film, voir Bánk bán (film, 1914).

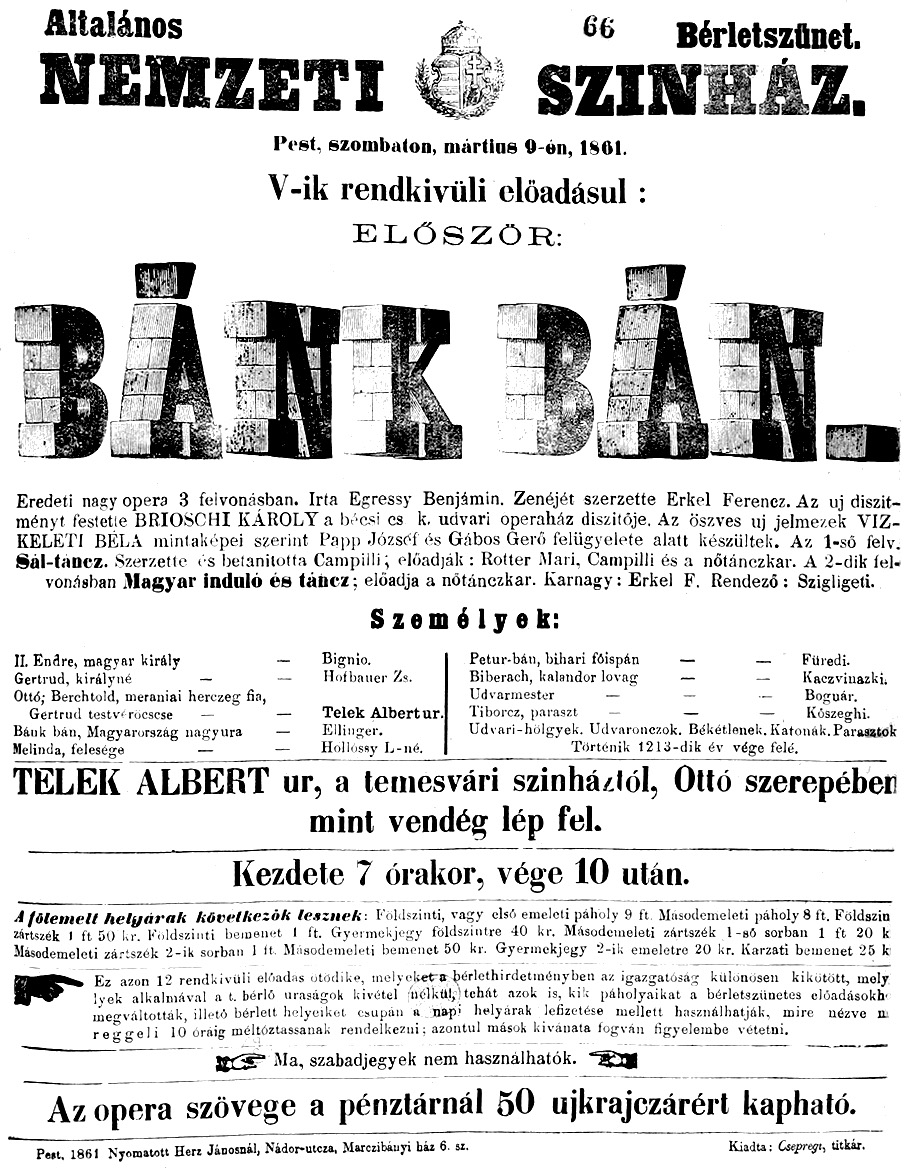
L'affiche de la première de Bánk bán.

Bánk bán est un opéra en trois actes de Ferenc Erkel sur un livret de Béni Egressy d'après la pièce du même nom de József Katona (1814). Composé en 1850-52, il est créé le 9 mars 1861 à Pest sous la direction du compositeur.

## Distribution
| Rôle                                 | Voix                     | Première 9 mars 1861 (chef d'orchestre: Ferenc Erkel) |
| ------------------------------------ | ------------------------ | ----------------------------------------------------- |
| II. Endre André II, Roi de Hongrie   | baryton or baryton-basse | Louis von Bignio                                      |
| Gertrude, la reine                   | mezzosoprano             | Zsófia Hofbauer                                       |
| Otto, frère de la Reine              | ténor                    | Albert Telek                                          |
| Bánk bán, vice-roi                   | ténor                    | József Ellinger                                       |
| Melinda, sa femme                    | soprano                  | Cornélia Hollósy                                      |
| Patúr-Petur bán, chef de la noblesse | baryton                  | Karóly Köszeghy                                       |
| Tiborc, un paysan                    | baryton                  | Mihály Füredy                                         |
| Biberach, chevalier aventurier       | baryton                  |                                                       |
| Officier royal                       | ténor                    |                                                       |
| Porte-drapeau                        | baryton                  |                                                       |

## Discographie sélective
Le chœur de l'Opéra d'état de Hongrie et l'Orchestre philharmonique de Budapest dirigé par János Ferencsik avec András Faragó, András Rajna, György Melis, László Palócz, Sándor Sólyom-Nagy, József Simándy, Karola Ágay, Erzsébet Komlóssy, József Réti, Imre Jóky, et al. 1969 Hungaroton 11376-78